# Luc Kroon
Luc Kroon, född 30 augusti 2001, är en nederländsk simmare.

## Karriär
I december 2019 slog Kroon det nederländska rekordet på 800 meter frisim i kortbana då han simmade på tiden 7.44,18. I december 2020 slog han det nederländska rekordet på 400 meter frisim i kortbana då han simmade på tiden 3.39,84.
I maj 2021 gjorde Kroon sin första större internationella tävling vid EM i Budapest. Individuellt tävlade han i 200 och 400 meter frisim. På 200 meter frisim simmade Kroon på tiden 1.49,16 (29:e plats) och på 400 meter frisim simmade han på tiden 3.52,93 (24:e plats). Kroon simmade även i försöksheatet på 4×100 meter mixed frisim där Nederländerna sedermera tog silver och han tilldelades därav en silvermedalj.
I juli 2021 draftades Kroon av International Swimming League-laget Toronto Titans. I oktober 2021 förbättrade han sitt nationsrekord på 400 meter frisim med 0,15 sekunder till tiden 3.39,69. I november 2021 vid kortbane-EM i Kazan tog Kroon guld på 400 meter frisim och förbättrade sitt nationsrekord med tiden 3.38,33. Han tog även silver på 200 meter frisim med tiden 1.42,20 och var endast åtta hundradelar bakom guldmedaljören David Popovici.

## Personliga rekord
| Gren         | Tid          | Datum            | Plats                  |
| ------------ | ------------ | ---------------- | ---------------------- |
| 100 m frisim | 47,24        | 3 december 2021  | Haag, Nederländerna    |
| 200 m frisim | 1.42,20      | 6 november 2021  | Kazan, Ryssland        |
| 400 m frisim | 3.38,33 0NR0 | 2 november 2021  | Kazan, Ryssland        |
| 800 m frisim | 7.44,18 0NR0 | 21 december 2019 | Tilburg, Nederländerna |

| Gren         | Tid     | Datum        | Plats                     |
| ------------ | ------- | ------------ | ------------------------- |
| 100 m frisim | 49,68   | 2 juli 2021  | Amsterdam, Nederländerna  |
| 200 m frisim | 1.47,48 | 16 juni 2022 | Amersfoort, Nederländerna |
| 400 m frisim | 3.50,91 | 3 juli 2019  | Kazan, Ryssland           |